# 轟町 (千葉市)
轟町（とどろきちょう）は千葉県千葉市稲毛区の地名。現行行政地名は轟町一丁目から轟町五丁目。郵便番号は263-0021。

## 地理
稲毛区域南部に位置し、北は穴川、東は天台・作草部、西は弥生町、南は中央区弁天・松波と接する。

町内には高等学校が2校、大学・短期大学・中学校・小学校・養護学校が各1校あり周辺地区とともに文教地区と呼ばれる。

### 面積
面積は以下の通りである。
| 町名       | 面積      |
| ---------- | --------- |
| 轟町一丁目 | 0.1554km2 |
| 轟町二丁目 | 0.0832km2 |
| 轟町三丁目 | 0.1371km2 |
| 轟町四丁目 | 0.1026km2 |
| 轟町五丁目 | 0.1249km2 |
| 計         | 0.6032km2 |

## 歴史

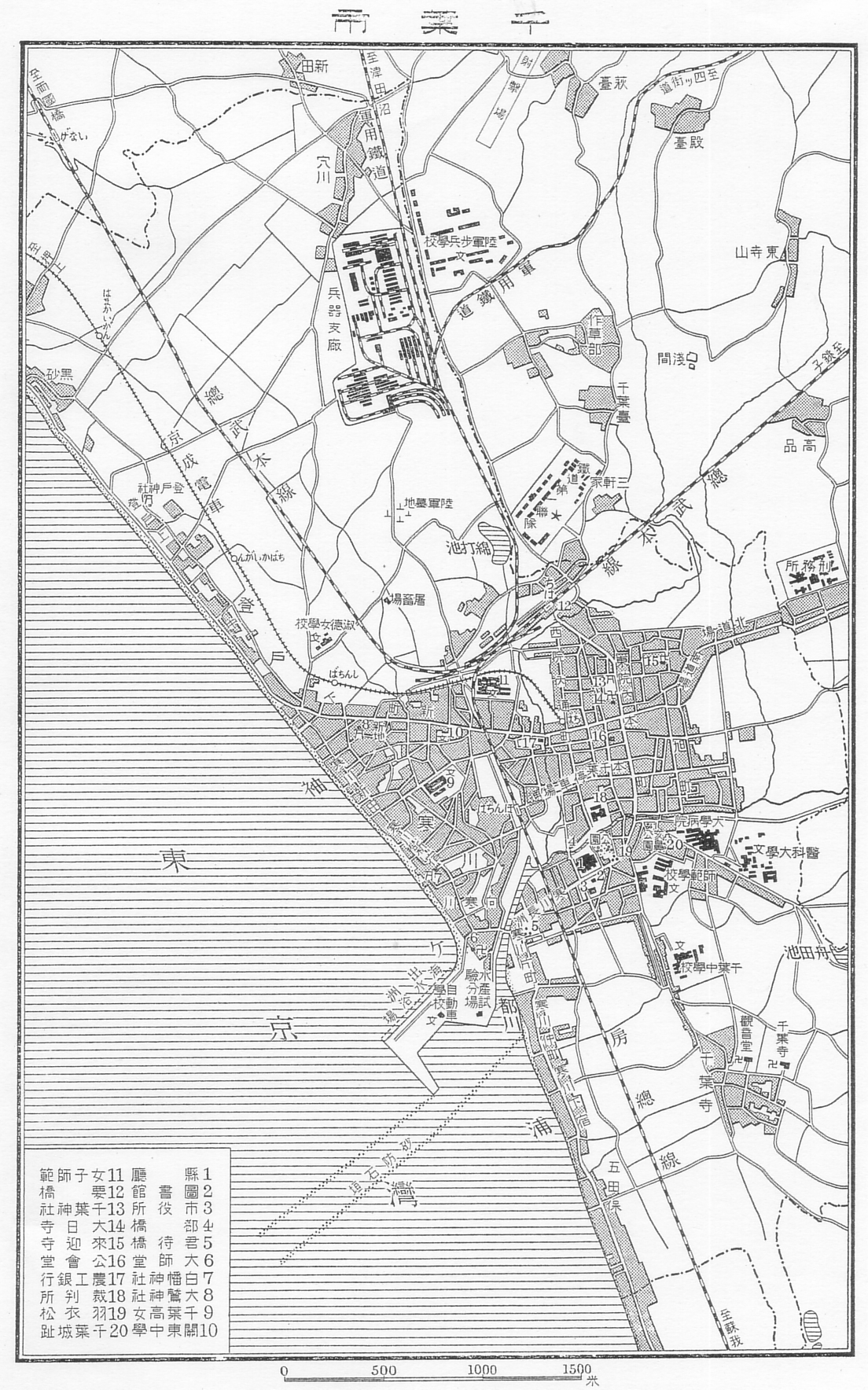
1930年頃の千葉市周辺の地図。轟町は地図中央やや上の、軍用鐵道の分岐点西側。

### 町名の由来
当地は鉄道聯隊等の施設が置かれていた地であり、 戦車や軍靴の音が轟いていたことが由来とされる。

### 沿革
- 1921年1月1日 千葉市の市制施行により、千葉市大字千葉・大字登戸の各一部となる。
- 1936年9月15日 轟町を設定。千葉市轟町となる。
- 1956年2月1日 穴川町・弥生町・弁天町・松波町の各一部を編入。
- 1960年3月30日 松波町2・3丁目の一部を編入。
- 1964年1月1日 一部を穴川町へ分離、弥生町・穴川町・弁天町の各一部を編入し、住居表示を実施。千葉市轟町1～5丁目となる。
- 1992年4月1日 千葉市の政令指定都市移行に伴い稲毛区を設置。千葉市稲毛区轟町1～5丁目となる。

## 世帯数と人口
2017年（平成29年）9月30日現在の世帯数と人口は以下の通りである。
| 町名       | 世帯数    | 人口    |
| ---------- | --------- | ------- |
| 轟町一丁目 | 751世帯   | 1,405人 |
| 轟町二丁目 | 654世帯   | 1,322人 |
| 轟町三丁目 | 445世帯   | 1,241人 |
| 轟町四丁目 | 415世帯   | 719人   |
| 轟町五丁目 | 750世帯   | 1,573人 |
| 計         | 3,015世帯 | 6,260人 |

## 小・中学校の学区
市立小・中学校に通う場合、学区は以下の通りとなる。
| 町名       | 街区 | 小学校             | 中学校             |
| ---------- | ---- | ------------------ | ------------------ |
| 轟町一丁目 | 全域 | 千葉市立轟町小学校 | 千葉市立轟町中学校 |
| 轟町二丁目 | 全域 | 千葉市立轟町小学校 | 千葉市立轟町中学校 |
| 轟町三丁目 | 全域 | 千葉市立轟町小学校 | 千葉市立轟町中学校 |
| 轟町四丁目 | 全域 | 千葉市立轟町小学校 | 千葉市立轟町中学校 |
| 轟町五丁目 | 全域 | 千葉市立轟町小学校 | 千葉市立轟町中学校 |

## 交通

### 鉄道（モノレール）

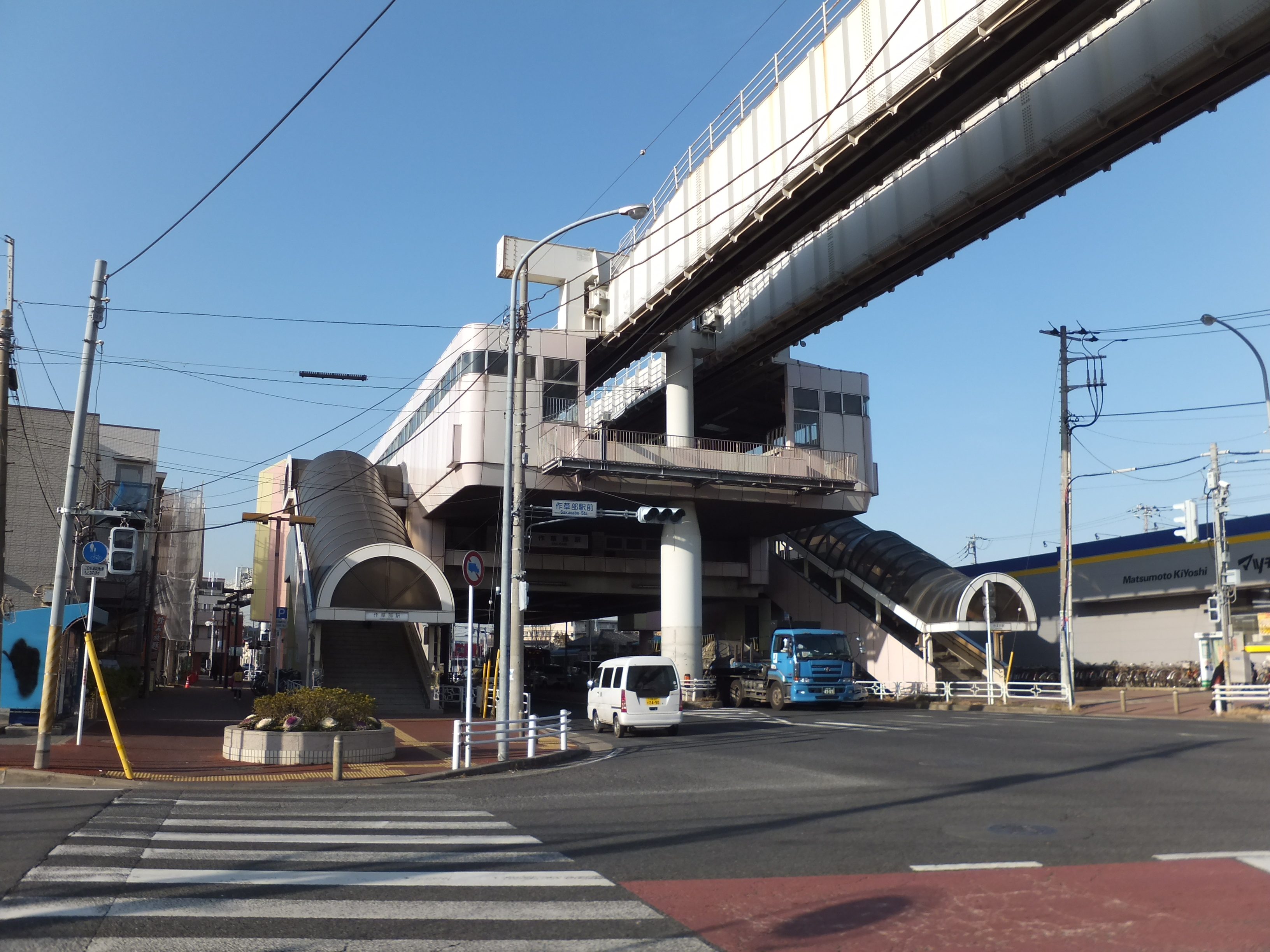
作草部駅

天台駅

町域東端を南北に千葉都市モノレールが通過するが駅は無く、最寄りはの2駅である。
- 作草部駅
- 天台駅

なお正式な所在地はそれぞれ作草部、天台である。

### バス路線
町域に設置されているバス停も併記する。
ちばシティバス
- 轟町循環線

「轟町県住」-「千葉経済大学」-「五丁目1番」-「教育センター」-「穴川公園」-「二丁目5番」-「二丁目7番」-「市営住宅」-「松波県住」
- 千葉中央線

「作草部駅」-「轟町四丁目」
- 作草部線(休止中)

「作草部駅」-「轟町四丁目」-「児童相談所」-「天台駅」
千葉内陸バス
- 西千葉線

「松波県住」-「東高校」-「弁天四丁目」-「作草部駅」
- 寺山線

「松波県住」-「東高校」-「弁天四丁目」-「作草部駅」-「轟町四丁目」
京成バス
- 千草台団地線

「松波県住」-「東高校」-「弁天四丁目」-「作草部駅」-「轟町四丁目」

### 道路
- 国道126号
- ゆりの木通り

## 施設

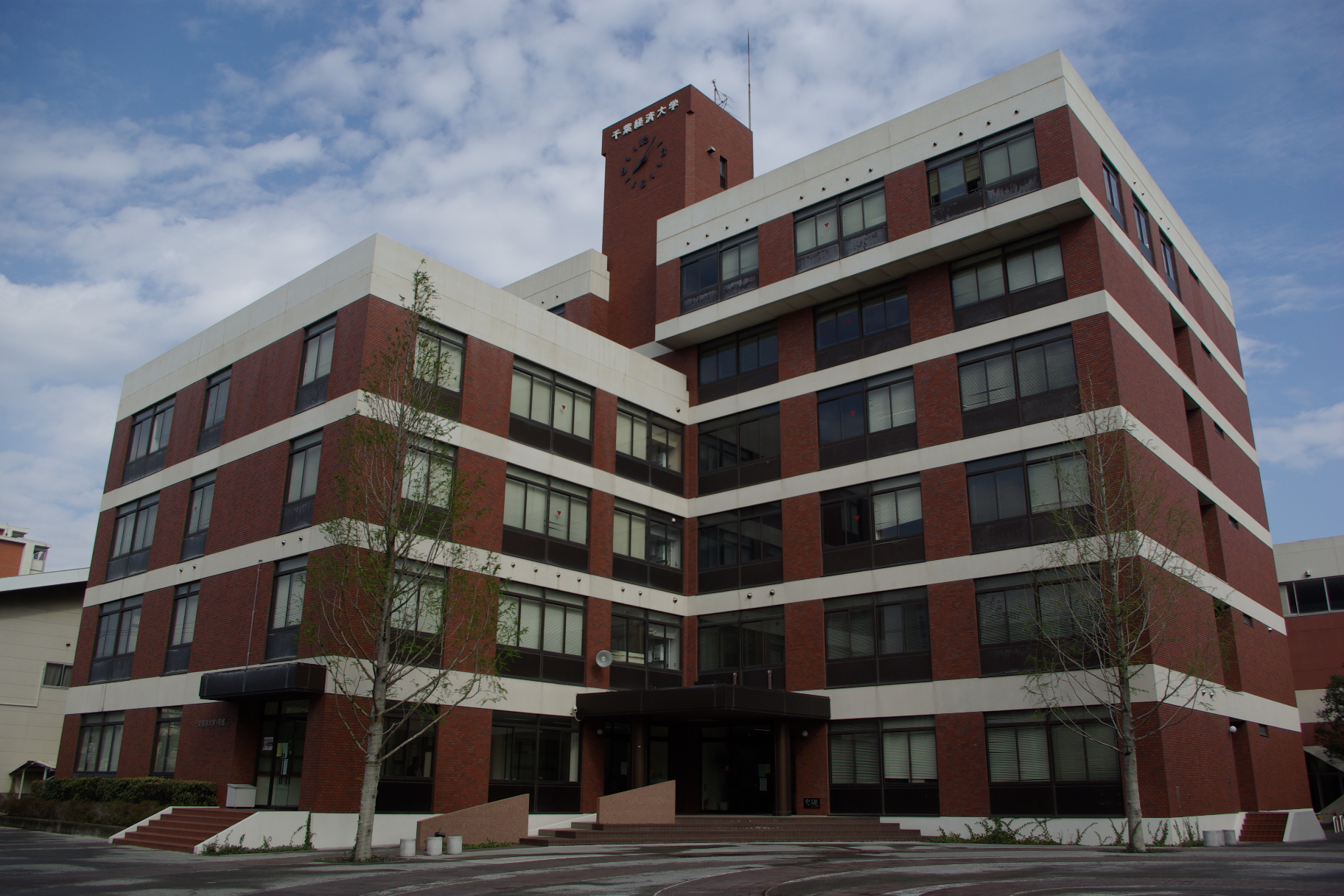
千葉経済大学

- 千葉市教育センター
- 千葉市轟公民館
- 千葉作草部郵便局
- 農林水産省関東農政局千葉農政事務所
- 千葉県警察鑑識課分室
- 自衛隊千葉地方協力本部
- 千葉経済大学
- 千葉経済大学短期大学部
- 千葉経済大学附属高等学校
- 千葉県立千葉東高等学校
- 千葉市立轟町中学校
- 千葉市立轟町小学校
- 千葉市立第二養護学校
- 愛隣幼稚園
- 千葉市立轟保育所

## 名所・旧跡・文化財

### 名所・旧跡

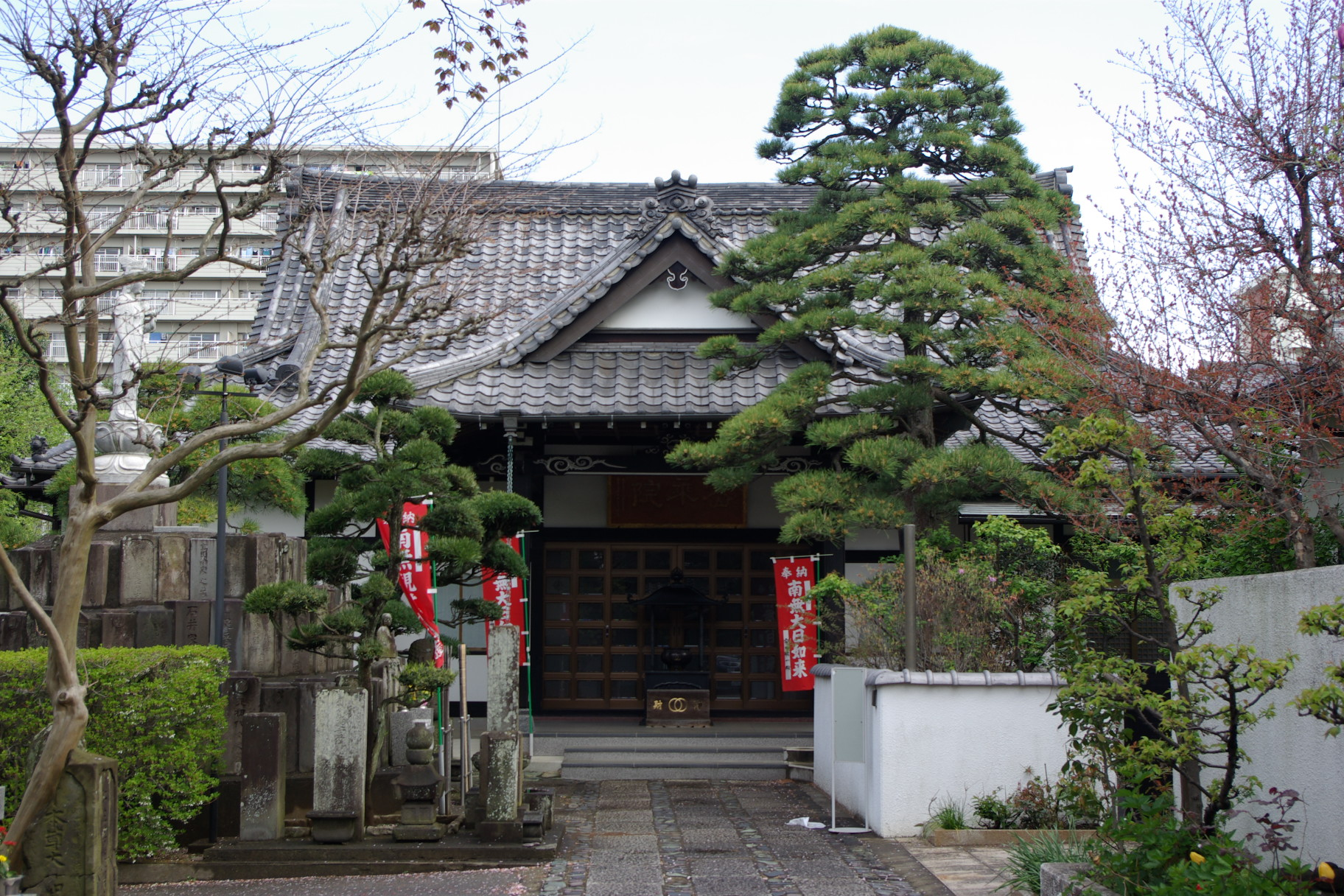
大日寺

- 大日寺
- 来迎寺
- 旧鉄道聯隊材料廠

### 文化財

#### 県指定文化財
- 旧鉄道聯隊材料廠煉瓦建築

#### 市指定文化財

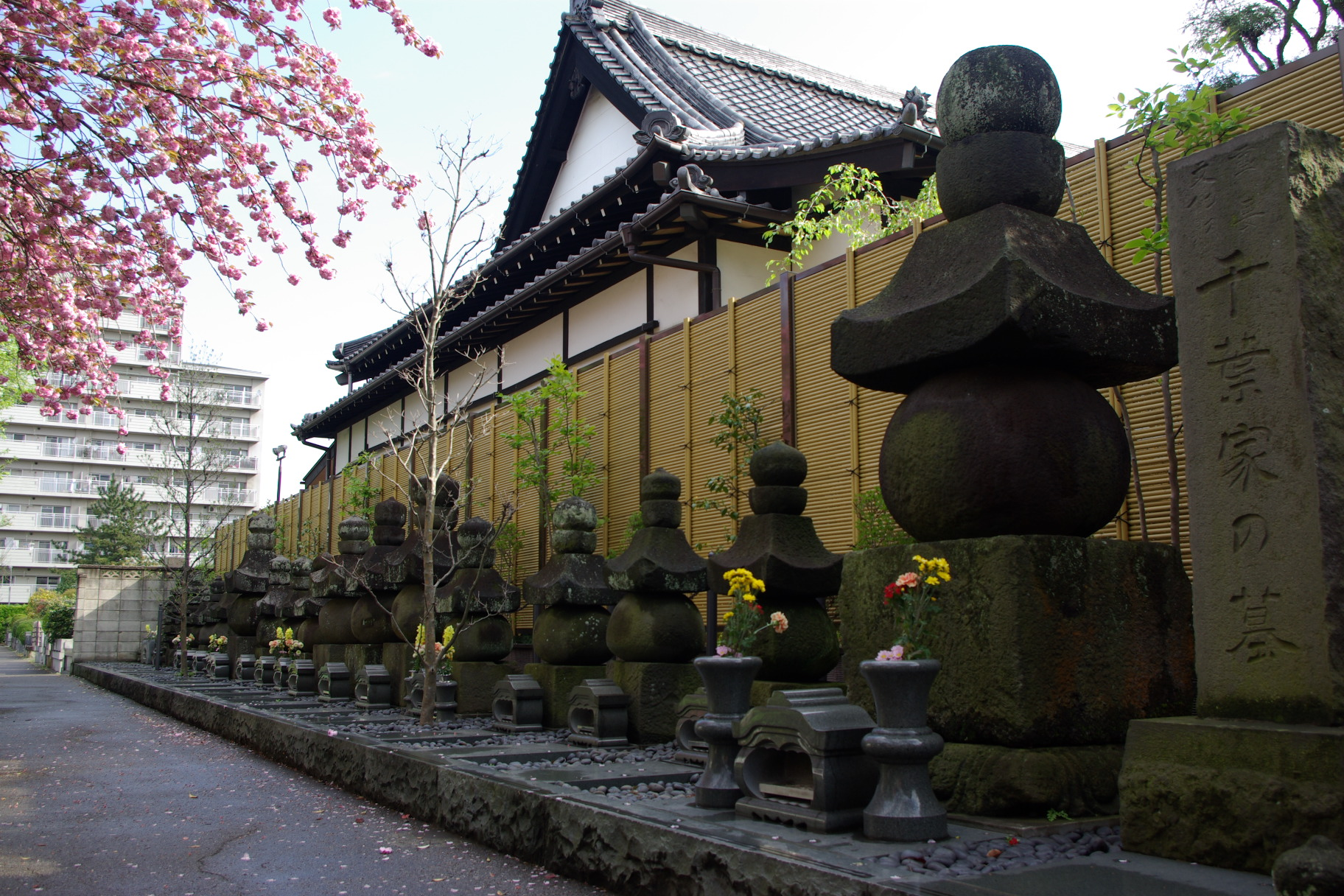
千葉氏累代の墓碑

- 五輪塔
- 木造阿弥陀如来立像
- 千葉氏累代の墓碑